# Адельсхофен (Верхняя Бавария)
Адельсхофен (нем. Adelshofen) — община в Германии, в земле Бавария.
Подчиняется административному округу Верхняя Бавария. Входит в состав района Фюрстенфельдбрукк. Подчиняется управлению Маммендорф. Население составляет 1593 человека (на 31 декабря 2010 года). Занимает площадь 13,28 км².